# Иннокентьев, Иннокентий
Иннокентий Иннокентьев (род. 10 июля 1988, Вилю́йск или Якутская АССР) — российский и киргизский борец вольного стиля. Призёр чемпионатов Азии.

## Карьера
В мае 2011 года в Ташкенте на чемпионате Азии в схватке за 3 место одолел японца Такафуми Кодзиму и завоевал бронзовую медаль. В апреле 2014 года в Алма-Ата завоевал бронзовую медаль чемпионата Азии. В ноябре 2015 года в казахстанском Таразе одержал победу на международном турнире памяти Динмухамеда Кунаева.

## Спортивные результаты
- Чемпионат Европы по борьбе среди юниоров 2006 — ;
- Кубок мира по борьбе 2011 — 5;
- Кубок мира по борьбе 2011 (команда) — 8;
- Чемпионат Азии по борьбе 2011 — ;
- Чемпионат мира по борьбе 2011 — 7;
- Чемпионат Азии по борьбе 2013 — 5;
- Универсиада 2013 — 9;
- Чемпионат мира по борьбе 2013 — 13;
- Чемпионат Азии по борьбе 2014 — ;
- Чемпионат мира по борьбе 2014 — 21;
- Азиатские игры 2014 — 10;

## Личная жизнь
Родился в Вилюйске, однако его корни — из Верхневилюйска, откуда родом его дед.